# Acacallis
Pour l’article homonyme, voir Acacallis (genre).
Dans la mythologie grecque, Acacallis(en grec ancien Ἀκακαλλίς), aussi connue sous le nom d'Acalle ou Akalle(en grec ancien Ἀκάλλη) est une des filles de Minos et de Pasiphaé, sœur de Phèdre et d'Ariane.
Elle engendre avec Apollon, Garamas (appelé également Amphithémis) qui donne son nom aux Garamantes, ainsi que Naxos et Milétos, qui fondent tous deux une ville portant leur nom. Avec Hermès, elle engendre Cydon.
Minos, indigné par son inconduite, la chasse chaque fois qu'elle est enceinte. Il l'exile en Libye où elle donne naissance à Garamas. A nouveau enceinte, elle aurait enfanté Milétos dans une forêt et l'enfant fut élevé par une louve, animal rattaché à Apollon puis par des bergers,.